# Kerguelensturmvogel
Der Kerguelensturmvogel (Aphrodroma brevirostris, Syn.: Pterodroma brevirostris, Lugensa brevirostris) ist eine Vogelart aus der Familie der Sturmvögel. Die Art wurde aus der Gattung der Hakensturmtaucher ausgegliedert und in eine eigene monotypische Gattung Lugensa gestellt. Sie kommt zirkumpolar in subantarktischen und antarktischen Regionen vor. Die IUCN stuft den Kerguelensturmvogel als nicht gefährdet (least concern) ein und schätzt den Bestand auf eine Million geschlechtsreife Individuen.

## Merkmale
Der Kerguelensturmvogel erreicht eine Körperlänge von 33 bis 36 Zentimetern. Die Flügelspannweite beträgt 80 bis 82 Zentimeter und das durchschnittliche Gewicht liegt bei 357 Gramm. Er ist damit ein mittelgroßer Sturmvogel, bei dem es wie bei vielen anderen Vertretern dieser Familie keinen Sexualdimorphismus gibt.
Kerguelensturmvögel sind einheitlich schiefergrau, dabei sind die Flügeldecken und die Steuerfedern etwas dunkler als das übrige Gefieder. Um das Auge verläuft ein schwarzgrauer Fleck. Die Körperunterseite ist einheitlich schiefergrau und insgesamt etwas heller als die Körperoberseite. Der schwarze Schnabel ist kurz und kräftig. Die Iris ist braun. Die Beine und Füße sind braun bis grauviolett.
Der Kerguelensturmvogel kann mit mehreren anderen Sturmvögeln verwechselt werden. Der Langflügel-Sturmvogel ist deutlich größer und dunkler als der Kerguelensturmvogel. Der Weichfedersturmvogel ähnelt dem Kerguelensturmvogel in Größe und Gefiederfarbe, er hat jedoch eine etwas andere Körperform und ein anderes Flugbild. Der Kopf des Weichfedersturmvogels ist mehr gerundet und die Flügel wirken kürzer und breiter. Der Kerguelensturmvogel fliegt anders als die meisten Sturmvögel häufig sehr hoch in der Luft.

## Verbreitungsgebiet

Verbreitungsgebiet des Kerguelensturmvogels (blau)

Der Kerguelensturmvogel ist ein Hochseevogel, der außerhalb der Fortpflanzungszeit nur selten über Land gesehen wird. Im Südpazifik ist er verhältnismäßig selten, er wird aber in manchen Wintern in großer Zahl in der Tasmansee beobachtet. Er brütet auf subantarktischen Inseln im Indischen und Atlantischen Ozean. Zu den bekanntesten Brutinseln gehören die Prinz-Edward-Inseln, die Crozetinseln, die Kerguelen,  Tristan da Cunha und die Gough-Insel. Auf den meisten Brutinseln sind die Brutkolonien sehr groß, Hausratten, verwilderte Hunde und Katzen stellen auf den Inseln, auf denen sie eingeführt wurden, eine potentielle Gefahr für diese Art dar.

## Lebensweise

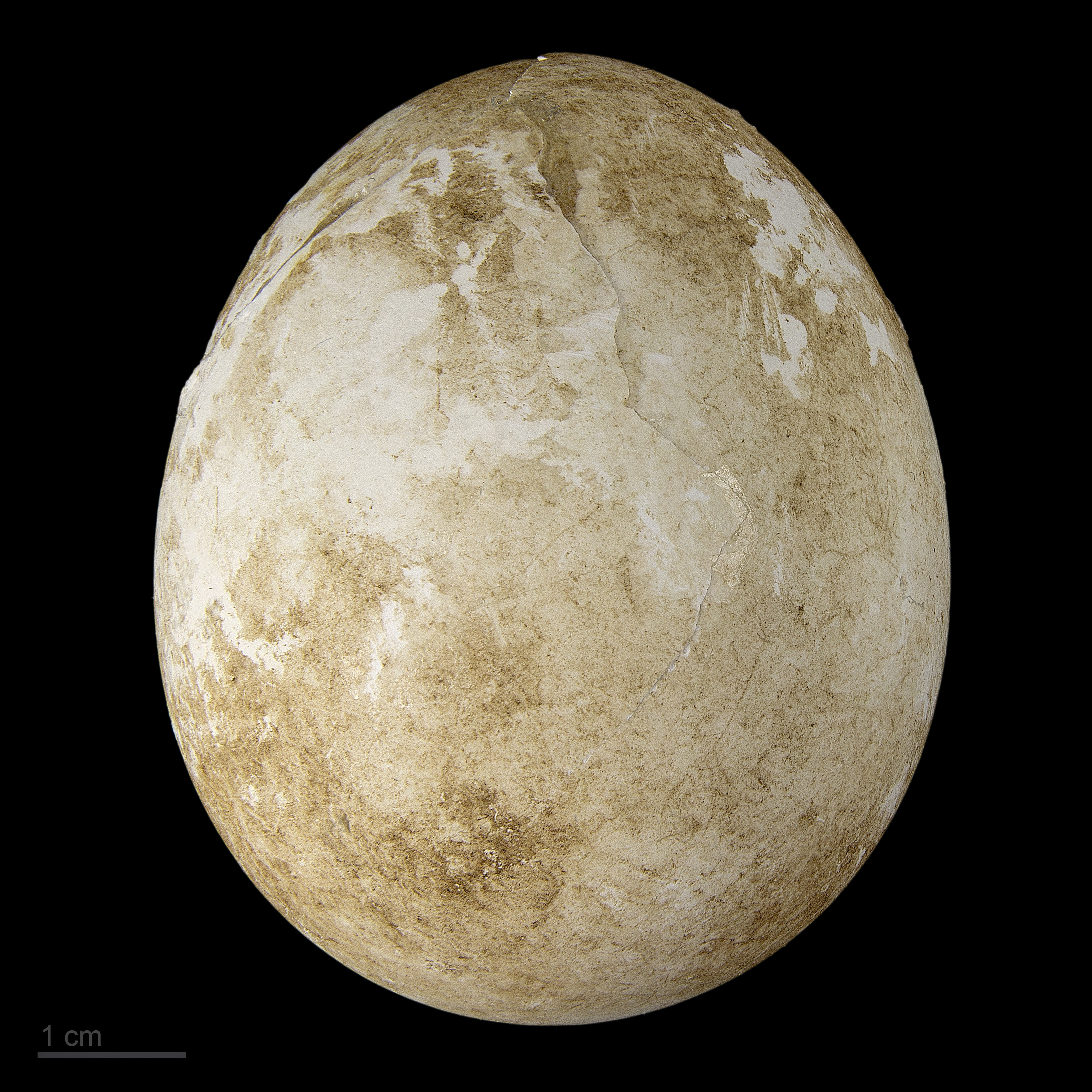
Ei des Kerguelensturmvogels

Der Kerguelensturmvogel frisst Kopffüßer, Fisch und Krustentiere, allerdings ist bislang nicht hinreichend untersucht, was die Hauptbeute darstellt. Die Fortpflanzungsbiologie dieser Art ist gleichfalls noch nicht abschließend untersucht. Es sind Koloniebrüter, die locker auch mit anderen Sturmvogelarten vergesellschaftet sind. In den wichtigsten Brutkolonien kommen gleichzeitig auch Weißkinn-Sturmvögel und Kleine Entensturmvögel vor. 
Die Brutzeit fällt in den Zeitraum August bis Februar. Generell halten sich immer auch nicht brütende Einzelvögel in den Brutkolonien auf, aber ab August versammeln sich die Kerguelensturmvögel wieder schwerpunktmäßig in ihren gewohnheitsmäßigen Kolonien. Kerguelensturmvögel nutzen Erdbaue für ihr Brutgeschäft. Die Eiablage erfolgt in der jeweiligen Brutkolonie weitgehend synchronisiert, das Gelege besteht nur aus einem Ei. Beide Elternvögel brüten, die Elternvögel lösen sich in Intervallen von mehreren Tagen ab. Die Brutdauer beträgt 49 Tage. Frisch geschlüpfte Küken wiegen durchschnittlich 52,4 Gramm und erreichen während der Nestlingszeit ein Gewicht von durchschnittlich 410 Gramm. Die Nestlinge verlassen zum Zeitpunkt des Flüggewerdens den Bau während der Nacht. Sie sind sofort in der Lage, loszufliegen und werden dabei nicht von den Elternvögeln begleitet. Es gibt bislang keine Informationen, in welchem Alter sie sich erstmals verpaaren oder brüten.
Studien über den Bruterfolg gibt es nur für einzelne Brutkolonien. Auf der zu den Crozetinseln zählenden Île de la Possession schlüpften aus fünf Eiern vier Küken, keines davon wurde jedoch flügge. Auf der Marion-Insel, die zu den Prinz-Edward-Inseln gehört, schlüpften aus 49 Eiern 31 Küken und 24 Jungvögel wurden flügge. Die meisten Verluste auf der Marion-Insel waren auf eine Aufgabe des Gelege oder des Jungvogels durch die Elternvögel zurückzuführen. Neben auf den Brutinseln eingeführten Säugetieren sind Raubmöwen die wesentlichen Prädatoren dieser Art. Sie fressen Eier, Jungvögel und adulte Kerguelensturmvögel.

## Belege

### Einzelbelege
1. ↑   BirdLife Factsheet zum Kerguelensturmvogel, aufgerufen am 28. Mai 2011
2. 1 2   Higgins, S. 448
3. 1 2   Higgins, S. 450
4. ↑   Higgins, S. 451
5. ↑   Higgins, S. 451 und S. 452
6. ↑   Higgins, S: 452